# Mur de Huy
El Mur de Huy és un turó que s'eleva fins als 204 metres sobre el nivell del mar, a la localitat de Huy, a Lieja, Bèlgica. També és conegut com el "Camí de les Capelles" (Chemin des Chapelles), per les set capelles que hi ha en el seu recorregut. La collada, de 128 metres de desnivell, és famós per formar part del recorregut de la Fletxa Valona una clàssica ciclista que es disputa cada any durant el mes d'abril i que és la segona de les tres clàssiques de les Ardenes.
El Mur és l'indret on es troba l'arribada de la Fletxa Valona des de 1983 i es puja un total de tres vegades durant la cursa. La pujada té poc més de 1.300 metres, però és molt dura, ja que té un desnivell mitjà del 9,8% i rampes que arriben fins al 26%.